# Kastanjetangara
Kastanjetangara (Poospiza whitii) är en fågel i familjen tangaror inom ordningen tättingar. Den förekommer i höglänta områden i västra Bolivia och Argentina. Beståndet anses vara livskraftigt.

## Utseende
Kastanjetangaran är en grå och djupt roströd finkliknande tangara. Den skiljer sig från argentinatangaran genom vitt ögonbrynsstreck och fylligare färger. Jämfört med boliviatangaran har den roströd strupe och bredare rostrött band över bröstet.

## Utbredning och systematik
Kastanjetangara behandlas antingen som monotypisk eller delas upp i två underarter med följande utbredning:
- Poospiza whitii wagneri – förekommer i La Paz (kring berget Chulumaní), i västra Bolivia
- Poospiza whitii whitii – förekommer i Bolivia (Cochabamba, Santa Cruz, Chuquisaca och Tarija) samt nordvästra och nordcentrala Argentina (Salta, Jujuy och Tucumán söderut till östra San Juan och norra Mendoza; även västra Córdoba samt högländer i San Luis)

Tidigare behandlades den som underart till rostbröstad tangara (P. nigrorufa) och vissa gör det fortfarande.

### Familjetillhörighet
Liksom andra finkliknande tangaror placerades denna art tidigare i familjen Emberizidae. Genetiska studier visar dock att den är en del av tangarorna.

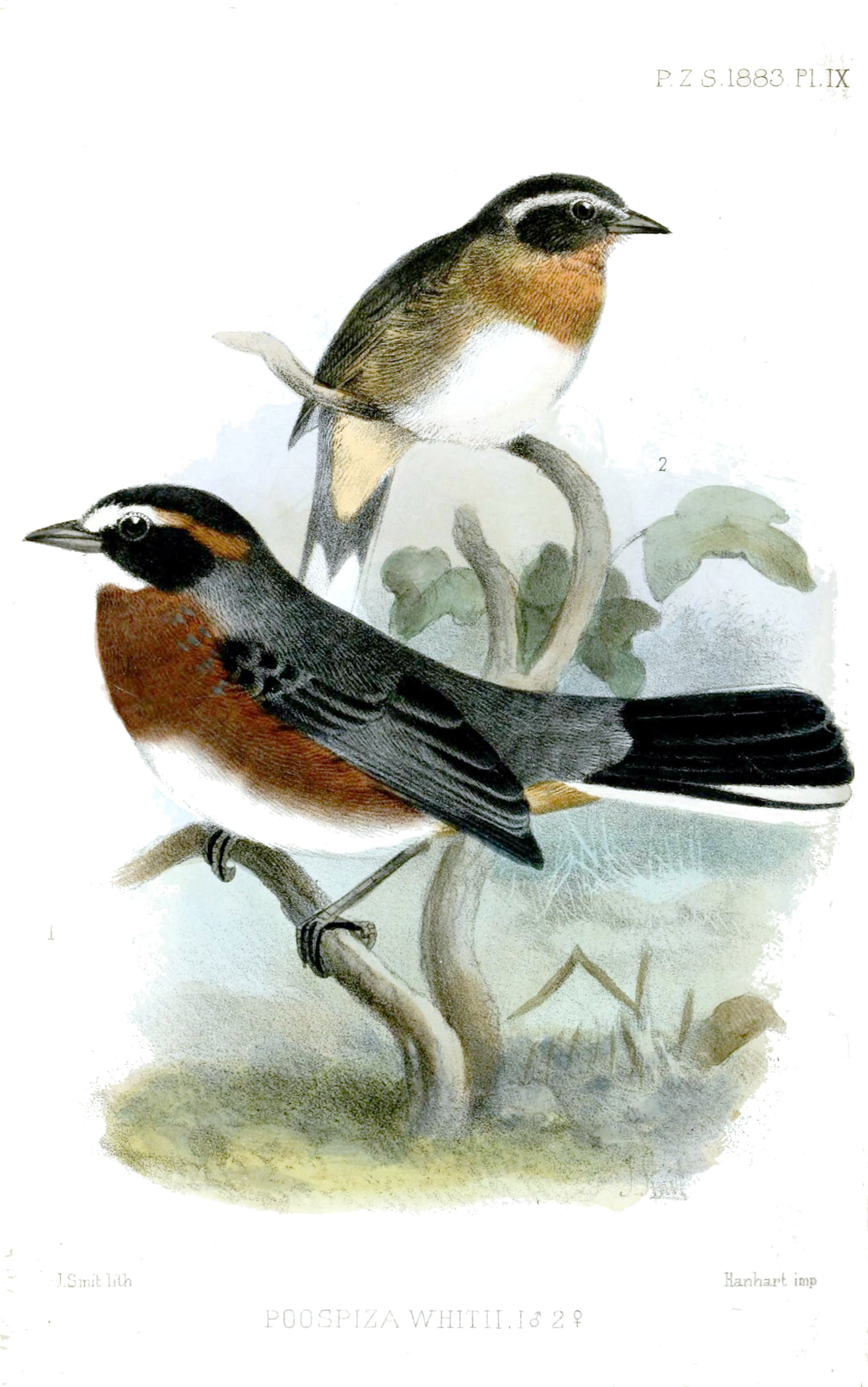

## Status
Arten har ett stort utbredningsområde och beståndet anses vara stabilt. Internationella naturvårdsunionen IUCN listar den därför som livskraftig (LC).

## Namn
Fågelns vetenskapliga artnamn hedrar engelsmannen Ernest William White (1858-1884), samlare av specimen i Argentina.